# George Petty
Pour les articles homonymes, voir Petty.
George Brown Petty IV (27 avril 1894 – 21 juillet 1975) est un artiste américain de pin-up. 
Son art des pin-up est publié principalement dans Esquire et True (en), mais aussi dans les calendriers commercialisés par Esquire, True et l'entreprise d'outillage Ridgid (en). Les encarts de Petty dans Esquire sont à l'origine et ont popularisé le principe des pages centrales dépliantes du magazine. Des reproductions de son œuvre, connues sous le nom de « Petty Girls » sont largement proposées par des artistes militaires, comme le Nose art décorant des avions pendant la Seconde Guerre mondiale, dont le Memphis Belle.
Petty est mort à San Pedro, en Californie, le 21 juillet 1975.

## Les "Petty Girls"

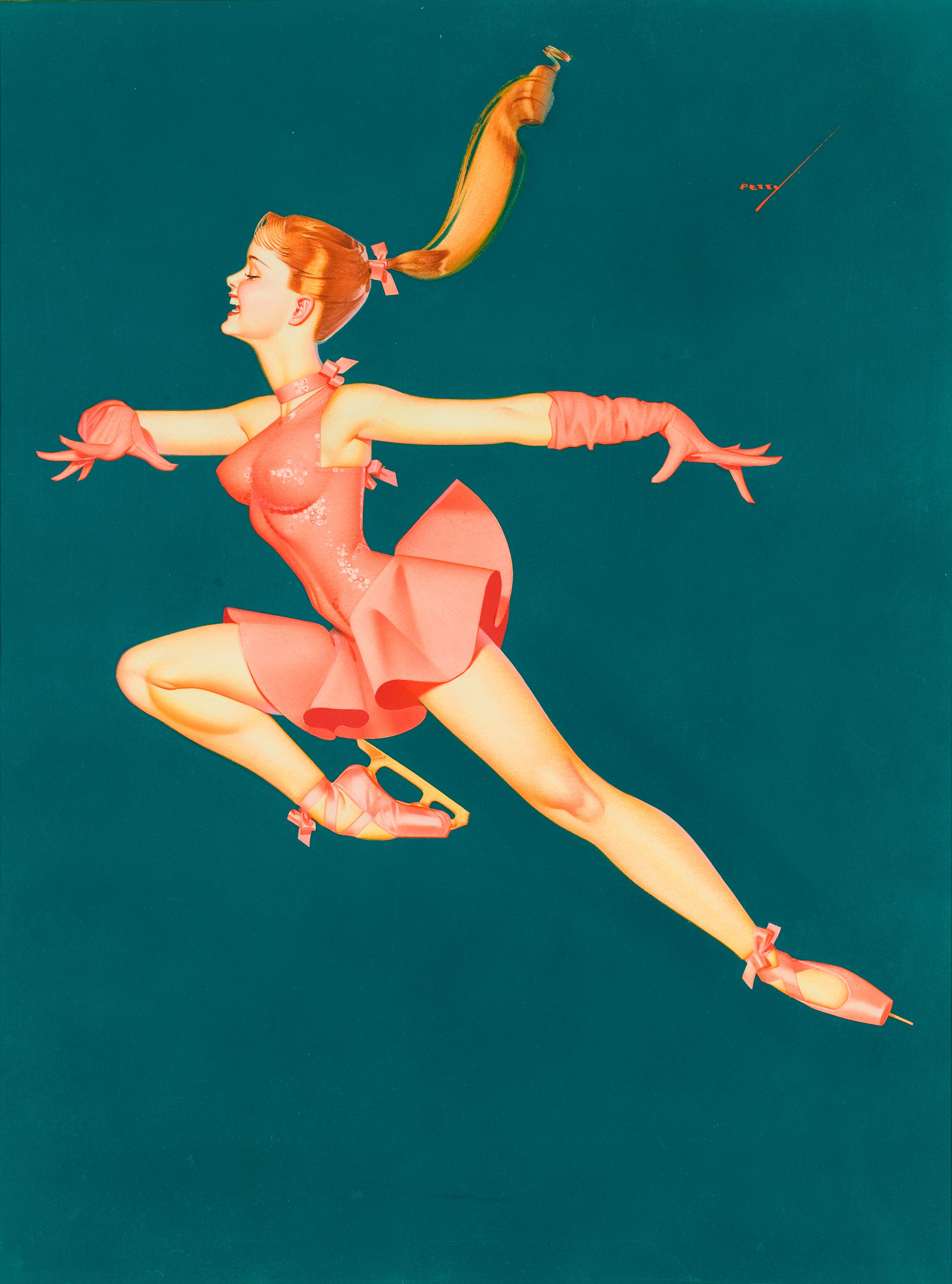
George Petty, La Ballerine,1965

Petty est surtout connu pour les "Petty Girls", une série de peintures de pin-ups réalisée pour Esquire de l'automne de 1933 jusqu'en 1956. Petty représente fréquemment ces femmes avec des jambes plus longues et des têtes proportionnellement plus petites que celles de ses modèles réels.

## Dans la culture populaire

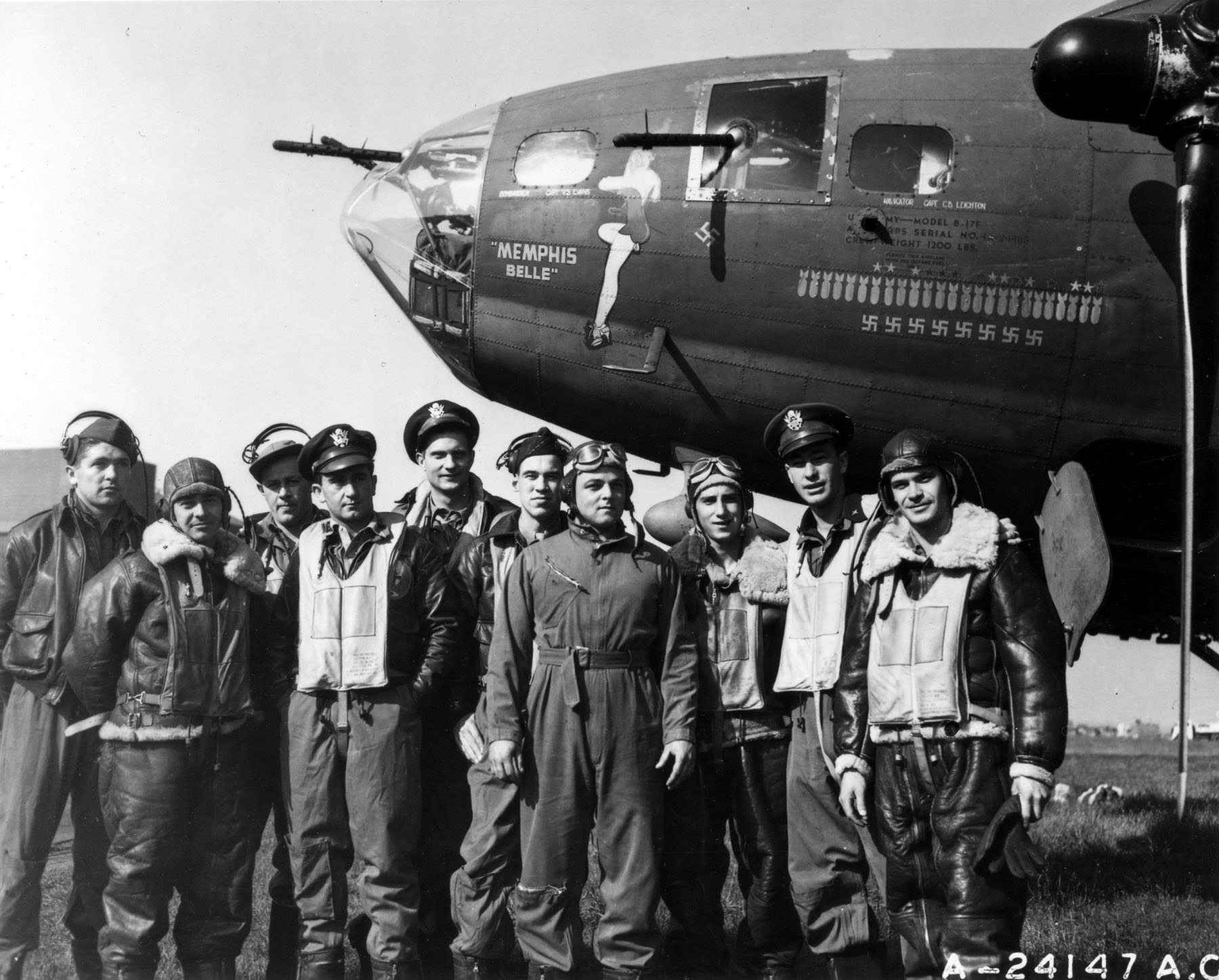
L'équipage de la Memphis Belle avec la Petty Girl en nose art.

- Une image d'une Petty Girl parlant au téléphone a été utilisée comme nose art sur le célèbre B-17 Flying Fortress de la seconde Guerre Mondiale, le Memphis Belle.
- Deux images de Petty Girls sont utilisées sur la pochette de l'album des Beatles, Sgt.pepper's Lonely Hearts Club Band en 1967.
- Robert Cummings dépeint George Petty dans la comédie musicale La Scandaleuse Ingénue (Columbia, 1950), réalisé par Henry Levin et mettant en vedette pour son premier film Tippi Hedren dans le rôle de l'une des Petty Girls.